# Reto Ziegler
Reto Ziegler (ur. 16 stycznia 1986 w Genewie) – szwajcarski piłkarz występujący na pozycji obrońcy lub lewego pomocnika. Od 2018 zawodnik w FC Dallas.

## Kariera klubowa
Reto Ziegler zawodową karierę rozpoczynał w 2002 roku w Grasshopper Club, z którym w debiutanckim sezonie wywalczył mistrzostwo kraju. Ziegler wystąpił wówczas w dziesięciu ligowych meczach, jednak w kolejnych rozgrywkach na boisku pojawił się już 28 razy. Na początku sezonu 2004/2005 szwajcarski piłkarz przeniósł się do Tottenhamu Hotspur. Występował tam głównie na pozycji lewego pomocnika, jednak zdarzało mu się także grywać jako obrońca. „Koguty” uplasowali się na dziewiątym miejscu w tabeli Premier League, a Ziegler wystąpił w 23 ligowych spotkaniach.
Latem 2005 roku Szwajcar został wypożyczony do Hamburger SV, w barwach którego rozegrał jedenaście meczów w Bundeslidze oraz zadebiutował w Pucharze UEFA. Na tej samej zasadzie w zimowym okienku transferowym Ziegler trafił do Wigan Athletic.
W 2006 roku powrócił do Tottenhamu, by zostać wypożyczony do kolejnego klubu, tym razem do włoskiej Sampdorii. W drużynie ze Stadio Luigi Ferraris Ziegler zadebiutował 18 lutego 2007 roku w pojedynku przeciwko Parmie, a pierwszego gola zdobył 21 kwietnia w spotkaniu z Messiną. Po wygaśnięciu umowy o wypożyczeniu, ekipa „Blucerchiati” 3 lipca postanowiła wykupić szwajcarskiego zawodnika na stałe. Od sezonu 2011/2012 zawodnik ten będzie reprezentował barwy Fenerbahçe SK, dokąd jest wypożyczony z Juventusu.
21 sierpnia 2013 roku został wypożyczony z Juventusu do US Sassuolo, czyli do beniaminka Serie A w sezonie 2013/2014. Swój debiut zaliczył w przegranym 2:0 meczu przeciwko Torino FC. W czasie swojego pobytu nie zdołał strzelić żadnej bramki.
W 2015 przeszedł do FC Sion. Debiut zaliczył w spotkaniu zakończonym remisem 1:1 z FC Basel, które odbyło się 14.02.2015 roku. Pierwszego gola dla drużyny zdobył 22.03.2015 w zwycięskim 3:0 meczu przeciw FC Thun. Ziegler spędził w klubie 3 sezony, w trakcie których zdobył 12 bramek.
25 września 2017 roku piłkarz podpisał kontrakt z FC Luzern. Swój debiut zaliczył 1.10.2017 roku w przegranym meczu z FC Thun, a swoją pierwszą bramkę zdobył 2.12.2017 roku w zwycięskim pojedynku ze swoim byłym klubem, FC Sion. 
W trakcie zimowego okienka transferowego, 2 stycznia 2018 roku, Ziegler podpisał umowę z amerykańskim zespołem FC Dallas. Swój pierwszy mecz rozegrał 4.03.2018 roku w spotkaniu przeciw Real Salt Lake zakończonym remisem 1:1. W trakcie swojej przygody w Major League Soccer Ziegler rozegrał łącznie 83 spotkania strzelając w nich 11 bramek.
25 lutego 2021 roku zawodnik podpisał kontrakt z FC Lugano. Debiut w klubie zaliczył 28.02.2021 roku w przegranym spotkaniu 2:0 przeciwko FC Lausanne-Sport, a swoją pierwszą bramkę zdobył 15.05.2021 w meczu przeciw FC Sion. W czasie 2,5 sezonu spędzonych w zespole, Reto Ziegler rozegrał 58 meczów strzelając w nich 7 goli.
1 stycznia 2023 roku piłkarz został zaprezentowany jako nowy zawodnik FC Sion. 

## Kariera reprezentacyjna
Ziegler ma za sobą występy w młodzieżowych reprezentacjach Szwajcarii. Dla drużyny do lat 21 rozegrał 25 meczów i strzelił 2 bramki. W seniorskiej kadrze Ziegler zadebiutował 26 marca 2005 roku w zremisowanym 0:0 meczu przeciwko Francji w ramach eliminacji do mistrzostw świata. W kadrze na mundial Ziegler ostatecznie się jednak nie znalazł.